# 莫頓鹽業

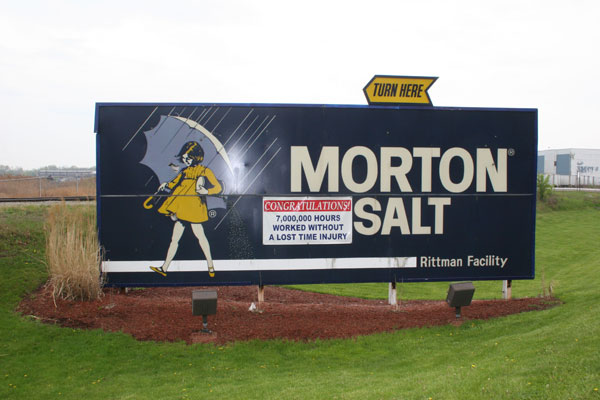
莫頓鹽業

莫顿盐业是一家美国鹽業公司，該公司主要生产食用鹽、工業用鹽以及水淨化、农业和道路/高速公路領域需要用到的鹽。该公司总部位于芝加哥。 

## 歷史
1848年，該公司在伊利诺伊州芝加哥成立，当时該公司名為Richmond & Company，只是一家小型銷售公司 ，當時該公司主要向美國中西部销售盐。1889年，公司改名，名字來源於乔伊·莫顿。  1910年，公司改制為莫顿盐业公司，当时該公司除了銷售盐，還會制造盐。 
1999年，莫頓鹽業被罗门哈斯收購。 2009年，莫頓鹽業被德国钾盐集团收購。 2021年4月30日，德国钾盐集团又將莫頓鹽業出售給Stone Canyon Industry Holdings。